# John Silén
John Fredrik Silén (Hèlsinki, 19 de juny de 1869 - Hèlsinki, 3 d'octubre de 1949) va ser un regatista finlandès que va competir a començaments del segle xx.
El 1912 va prendre part en els Jocs Olímpics d'Estocolm, on va guanyar la medalla de bronze en la categoria de 12 metres del programa de vela a bord del Heatherbell.